# The Party’s Over and Other Great Willie Nelson Songs
The Party’s Over and Other Great Willie Nelson Songs – album wydany w roku 1967 przez amerykańskiego muzyka country Williego Nelsona. Piosenkarz jest autorem wszystkich utworów, z wyjątkiem dwóch.

## Spis utworów
1. „Suffering in Silence”
2. „Hold Me Tighter”
3. „Go Away”
4. „Ghost”
5. „To Make a Long Story Short (She's Gone)” (Fred Foster, Nelson)
6. „A Moment Isn't Very Long”
7. „The Party’s Over”
8. „There Goes a Man”
9. „Once Alone
10. „No Tomorrow in Sight”
11. „I'll Stay Around” (Hank Cochran, Nelson)
12. „End of Understanding"